# Mischocarpus lachnocarpus
Mischocarpus lachnocarpus är en kinesträdsväxtart som först beskrevs av Ferdinand von Mueller, och fick sitt nu gällande namn av Ludwig Radlkofer. Mischocarpus lachnocarpus ingår i släktet Mischocarpus och familjen kinesträdsväxter. Inga underarter finns listade i Catalogue of Life.